# مات كاردون
مات كاردون (بالإنجليزية: Matt Cardone)‏ هو لاعب كرة قدم أمريكي في مركز حراسة المرمى، ولد في 18 يونيو 1993 في سان أنطونيو في الولايات المتحدة. لعب مع سان أنتونيو سكوربيونز ونادي سان أنطونيو.